# Брукс, Кимберли
Ки́мберли Брукс (англ. Kimberly Brooks; род. 29 июля 1981, Ирвайн, Калифорния) — американская актриса озвучивания.

## Биография
Кимберли Д. Лоусон (имя актрисы при рождении) родилась 29 июля 1981 года в Лос-Анджелесе (штат Калифорния). С 1996 года начала озвучивать мультфильмы, мультсериалы и компьютерные игры и достигла в этой области заметного успеха: по состоянию на середину 2022 года она указана в титрах к почти 250 работам. Окончила Университет Стивенсона. Замужем за человеком по имени Кёртис Брукс, взяла его фамилию.

## Награды и номинации
С полным списком кинематографических наград и номинаций Кимберли Брукс можно ознакомиться на сайте IMDB.
- 2022 — «BAFTA» в категории «Лучшая актриса второго плана» за озвучивание игры Psychonauts 2 — победа.
- 2022 — «Энни» в категории «Лучшее озвучивание в анимационном телевизионном/медиа-проекте» за озвучивание мультсериала «DC девчонки-супергерои» — номинация.

## Избранная фильмография

### Озвучивание мультфильмов и мультсериалов
В том числе веб-сериалов и анимационно-игровых фильмов
- 1996—1998, 2001 — Лаборатория Декстера / Dexter's Laboratory — разные роли (в 6 эпизодах)
- 1999 — Скуби-Ду и призрак ведьмы / Scooby-Doo! and the Witch's Ghost — Луна, участница музыкальной группы The Hex Girls[англ.][3]
- 1999 — Суперкрошки / The Powerpuff Girls — разные роли (в 2 эпизодах[англ.])
- 2001 — Джимми Нейтрон: Мальчик-гений / Jimmy Neutron: Boy Genius — разные роли
- 2001, 2004 — Как говорит Джинджер / As Told by Ginger — разные роли (в 2 эпизодах)
- 2001, 2005 — Ох уж эти детки! / Rugrats — разные роли (в 2 эпизодах)[4]
- 2001—2004 — Статический шок / Static Shock — разные роли (в 7 эпизодах[англ.])
- 2002 — Totally Spies! — Макита (в эпизоде Queen for a Day)
- 2002 — Что бы ни случилось с… роботом Джонсом[англ.] / Whatever Happened to… Robot Jones? — миссис Кавендиш (в эпизоде Jealousy / Scantron Love)
- 2002 — Дикая семейка Торнберри[англ.] / The Wild Thornberrys — Тэлли (детёныш гепарда[англ.])
- 2002—2003 — Оззи и Дрикс[англ.] / Ozzy & Drix — Кристина Колчак (в 3 эпизодах)
- 2002—2003 — Что новенького, Скуби-Ду? / What's New, Scooby-Doo? — разные роли (в 4 эпизодах[англ.])
- 2002—2004 — Муча Луча[англ.] / ¡Mucha Lucha! — разные роли (в 21 эпизоде[англ.])
- 2003 — В поисках Немо / Finding Nemo — второстепенные персонажи[5]
- 2003 — Скуби-Ду и легенда о вампире / Scooby-Doo! and the Legend of the Vampire — Луна
- 2003 — Бэтмен: Тайна Бэтвумен / Batman: Mystery of the Batwoman — Кэти Дюкен
- 2003 — Волшебные покровители / The Fairly OddParents — Валла (в эпизоде Nega-Timmy / Love at First Height)
- 2003 — Лига справедливости / Justice League — разные роли (в эпизоде Comfort and Joy)
- 2003, 2005 — ? / ChalkZone — разные роли (в 3 эпизодах)
- 2004—2005 — Дэнни-призрак / Danny Phantom — разные роли (в 4 эпизодах)
- 2005 — Юные титаны / Teen Titans — Саразим (в эпизоде Cyborg the Barbarian[англ.])
- 2005, 2007 — Детки подросли / All Grown Up! — разные роли (в 2 эпизодах[англ.])
- 2006 — Любопытный Джордж / Curious George — второстепенные персонажи
- 2006 — Hi Hi Puffy AmiYumi — Джилл (в эпизоде Manga Madness / Junior Tapeworm / Kazalot[англ.])
- 2007 — Супермен: Судный день / Superman: Doomsday — Мёрфи
- 2007 — Чаудер / Chowder — Чатни (в эпизоде Mahjongg Night / Stinky Love)
- 2007 — ? / Random! Cartoons — Супер Джон До-младший (в эпизоде Super John Doe Junior)
- 2010—2011, 2013 — Скуби-Ду! Мистическая корпорация / Scooby-Doo! Mystery Incorporated — разные роли (в 4 эпизодах)
- 2012 — Гравити Фолз / Gravity Falls — второстепенные персонажи (в эпизоде Fight Fighters)
- 2012—2014 — Бен-10: Омниверс / Ben 10: Omniverse — разные роли (в 7 эпизодах[англ.])
- 2012—2018, 2020 — Доктор Плюшева / Doc McStuffins — разные роли (в 59 эпизодах[англ.])
- 2013 — Великий Человек-паук / Ultimate Spider-Man — Аманда Кейдж (в 2 эпизодах)
- 2014 — Лига Справедливости: Война / Justice League: War — Дарла
- 2014 — Путеводитель Диппера по необъяснимому / Dipper's Guide to the Unexplained — Сэссика (в эпизоде TV Shorts 2)
- 2014 — Гетто — The Boondocks — Брауни Пойнт (в 3 эпизодах)
- 2015 — Виксен / Vixen — юная Мари (в 2 эпизодах)
- 2015—2016 — Рассол и Арахис / Pickle and Peanut — второстепенные персонажи (в 2 эпизодах[англ.])
- 2015, 2017 — Будь классным, Скуби-Ду! / Be Cool, Scooby-Doo! — разные роли (в 3 эпизодах)
- 2015—2017, 2019—2020 — Вселенная Стивена / Steven Universe — разные роли (в 16 эпизодах)
- 2015, 2022 — Южный Парк / South Park — разные роли (в 7 эпизодах[6])
- 2016 — Санджей и Крейг / Sanjay and Craig — разные роли (в 2 эпизодах[англ.])
- 2016—2018 — Вольтрон: Легендарный защитник / Voltron: Legendary Defender — принцесса Аллура[англ.] / второстепенные персонажи (в 71 эпизоде[англ.])
- 2016—2019 — Шиммер и Шайн[англ.] / Shimmer and Shine — разные роли (в 8 эпизодах[англ.])
- 2016, 2021—2022 — Мой шумный дом / The Loud House — разные роли (в 4 эпизодах)
- 2017 — София Прекрасная / Sofia the First — мисс Кэнду (в эпизоде Princess Jade[англ.])
- 2018 — Мстители, общий сбор! / Avengers Assemble — Шури (в эпизоде The Eye of Agamotto - Part One)
- 2018 — Юникитти! / Unikitty! — разные роли (в эпизоде Little Prince Puppycorn)
- 2018 — Гриффины / Family Guy — чёрная ситком-мамаша (в эпизоде Stand by Meg)
- 2018, 2021 — Утиные истории / DuckTales — разные роли (в 3 эпизодах)
- 2019 — Птичий дозор[англ.] / Manou – flieg’ flink! — чайка-соседка
- 2019 — Мизинец Малинки[англ.] / Pinky Malinky — Карл / Софи (в эпизоде Advanced)
- 2019 — Чудо-женщина: Родословная / Wonder Woman: Bloodlines — Гепарда[англ.] / Гиганта[англ.]
- 2019 — Камуфляж и шпионаж / Spies in Disguise — автомобиль агента Лэнса Стерлинга
- 2019—2021 — DC девчонки-супергерои / DC Super Hero Girls — Шмель[англ.] / прочие роли (в 58 эпизодах[англ.])
- 2019—2021 — Форсаж: Шпионы-гонщики / Fast & Furious Spy Racers — Ванда Бенсон (в 7 эпизодах)
- 2019, 2021—2022 — Дружные мопсы[англ.] / Puppy Dog Pals — разные роли (в 3 эпизодах[англ.])
- 2020 — Данк или сквозняк?[англ.] / Hoops — Венди (в 2 эпизодах)
- 2020 — Бесконечный поезд / Infinity Train — охранница (в эпизоде The Origami Car[англ.])
- 2020 — Бэтмен: Смерть в семье / Batman: Death in the Family — полицейский / репортёр
- 2020—2021 — Любопытный Джордж[англ.] / Curious George — медсестра / Дейна (в 2 эпизодах[англ.])
- 2020—2021 — Юные титаны, вперёд! / Teen Titans Go! — Шмель[англ.] (в 4 эпизодах[англ.])
- 2020—2021 — Арчибальд в поисках большего[англ.] / Archibald's Next Big Thing — Axe 2 Grind (в 2 эпизодах)
- 2020—2021 — Скуби-Ду и угадай кто? / Scooby-Doo and Guess Who? — разные роли (в 3 эпизодах)
- 2020—2021 — Озорные анимашки / Animaniacs — разные роли (в 6 эпизодах)
- 2020—2022 — Мадагаскар: Маленькие и дикие[англ.] / Madagascar: A Little Wild — разные роли (в 6 эпизодах)
- 2020, 2022 — Это Пони / It's Pony — разные роли (в 3 эпизодах)
- 2020—2022 — Большое шоу Акулёнка / Baby Shark's Big Show! — разные роли (в 20 эпизодах)
- 2020—2022 — Дом совы / The Owl House — разные роли (в 12 эпизодах)
- 2021 — Клеопатра в космосе / Cleopatra in Space — Амсайя (в эпизоде Pirates)
- 2021 — Семейка Грин в городе / Big City Greens — второстепенные персонажи (в эпизоде Ding Dongers / Animation Abomination[англ.])
- 2021 — Американский папаша! / American Dad! — Ченайс (в эпизоде Mused and Abused)
- 2021 — Том и Джерри в Нью-Йорке[англ.] / Tom and Jerry in New York — лейтенант-генерал Мать (в эпизоде Ready Teddy / Swiss Cuckoo / Dream Team / Private Tom)
- 2021 — Космический джем: Новое поколение / Space Jam: A New Legacy — второстепенные персонажи
- 2021 — Призрак и Молли Макги / The Ghost and Molly McGee — член совета (в эпизоде Getting the Band (shell) Back Together / The Greatest Concert Ever)
- 2021 — Аквамен: Король Атлантиды[англ.] / Aquaman: King of Atlantis — Хаммер (в 2 эпизодах)
- 2021 — Аркейн / Arcane — Скай Янг (в 3 эпизодах)
- 2021 — Спецвыпуск в вакцинацию / South ParQ Vaccination Special  — Маргарет Нельсон
- 2021 — Южный Парк: После COVID’а / South Park: Post Covid — интервьюер
- 2021 — Южный Парк: После COVID’а: Возвращение COVID’а / South Park: Post Covid: The Return of Covid — Маргарет Нельсон
- 2021 — Драконы DreamWorks: Девять миров[англ.] / DreamWorks Dragons: The Nine Realms — Венди (в эпизоде Featherhide)
- 2021—2022 — Хи-Мен и властелины Вселенной[англ.] / He-Man and the Masters of the Universe — разные роли (в 17 эпизодах)
- 2021 — н. в. — Симпсоны / The Simpsons — Тоби / Льюис Кларк, всего около 10 второстепенных персонажей (в 11 эпизодах[7])
- 2021—2022 — Паучок и его удивительные друзья / Spidey and His Amazing Friends — разные роли (в 7 эпизодах)
- 2021—2022 — Амфибия / Amphibia — директор Мёрфи / Митчелл (в 2 эпизодах[англ.])
- 2021—2022 — Касагранде / The Casagrandes — разные роли (в 3 эпизодах[англ.])
- 2022 — Шоу Чашека! / The Cuphead Show! — бабушка-слониха (в эпизоде Roll the Dice)
- 2022 — Робоцып / Robot Chicken — разные роли (в эпизоде May Cause Bubbles Where You Don't Want 'Em[англ.])
- 2022 — Пацаны: Осатанелые / The Boys Presents: Diabolical — PR Type (в эпизоде I'm Your Pusher)
- 2022 — Южный Парк: Стриминговые войны / South Park The Streaming Wars — Линда Блэк
- 2022 — Я краснею / Turning Red — второстепенные персонажи
- 2022 — Ох уж эти детки! — Пирс (в эпизоде Captain Susie / Bringing Up Daisy)
- 2022 — Гордая семья: громче и с гордостью[англ.] / The Proud Family: Louder and Prouder — Гарриет / Бэзил (в 2 эпизодах)
- 2022 — Команда «Вперёд»[англ.] / Action Pack — разные роли (в 6 эпизодах)
- 2022 — Южный Парк: Стриминговые войны. Часть 2 / South Park The Streaming Wars Part 2 — разные роли
- 2024 — Looney Tunes: Космическое вторжение / The Day the Earth Blew Up: A Looney Tunes Movie — посетительница кофейни / компьютер космического корабля

### Озвучивание игр
- 1997 — Dark Reign: The Future of War — компьютер
- 2000 — Dark Reign 2 — Синди
- 2001 — Star Wars: Galactic Battlegrounds — разные роли
- 2003 — Star Wars: Knights of the Old Republic — разные роли
- 2003 — Batman: Rise of Sin Tzu — второстепенные персонажи
- 2004 — EverQuest II — разные роли
- 2005 — The Matrix: Path of Neo — Ниоба
- 2006 — Dead Rising — второстепенные персонажи
- 2007 — Mass Effect — Эшли Уильямс
- 2007 — No More Heroes — Синобу / Скарлет Джейкобс
- 2007 — Spider-Man 3 — второстепенные персонажи
- 2007 — Clive Barker’s Jericho — агент Мюриэль Грин
- 2007 — Supreme Commander: Forged Alliance — офицер-командир Селена
- 2008 — Spider-Man: Web of Shadows — второстепенные персонажи
- 2009 — Stormrise — пилот-охотник
- 2009 — inFamous — пешеход
- 2009 — Batman: Arkham Asylum — Барбара Гордон (Оракул) / Брюс Уэйн в детстве / Сара Кэссиди
- 2009 — Marvel: Ultimate Alliance 2 — Огненная звезда / Псайлок
- 2009 — Dragon Age: Origins — Ланайя
- 2009 — Avatar — разные роли
- 2010 — No More Heroes 2: Desperate Struggle[англ.] — Синобу Джейкобс
- 2010 — Mass Effect 2 — Эшли Уильямс
- 2010 — Dead to Rights: Retribution[англ.] — Мишель
- 2011 — Batman: Arkham City — Барбара Гордон (Оракул) / офицер Энн Бишоп
- 2011 — Saints Row: The Third — второстепенные персонажи
- 2012 — Mass Effect 3 — Эшли Уильямс / доктор Асари / беженка
- 2012 — Lollipop Chainsaw — Розалинда
- 2012 — Guild Wars 2 — Ботикка / второстепенные персонажи
- 2012 — XCOM: Enemy Unknown — солдат
- 2012 — Dishonored — бандит Дохлый Угорь / бандит Шляпник
- 2013 — Aliens: Colonial Marines — Реддинг
- 2013 — BioShock Infinite — Дейзи Фицрой
- 2013 — Injustice: Gods Among Us — Бэтгёрл
- 2013 — Marvel Heroes — Рейчел Коул-Элвс[англ.][5]
- 2013 — Infinity Blade 3 — Шелл, торговка
- 2013 — Call of Duty: Ghosts — второстепенные персонажи
- 2013 — BioShock Infinite: Burial at Sea - Episode One — Дейзи Фицрой
- 2014 — Hearthstone — Злобный Призыватель
- 2014 — inFamous: Second Son — Бетонная Пушка
- 2014 — BioShock Infinite: Burial at Sea - Episode Two — Дейзи Фицрой
- 2014 — Skylanders: Trap Team — разные роли
- 2014 — Lego Batman 3: Beyond Gotham — Бэтгёрл / Яростное Пламя
- 2015 — Skylanders: SuperChargers — Эхо
- 2015 — Halo 5: Guardians — второстепенные персонажи
- 2015 — Call of Duty: Black Ops III — второстепенные персонажи
- 2015 — Fallout 4 — Женское братство стали
- 2016 — Skylanders: Imaginators[англ.] — Эхо / Плохая Жужу
- 2017 — Minecraft: Story Mode - Season 2 — Бинта
- 2017 — LawBreakers — ведущая (Х.А.Н.Н.А.)
- 2017 — South Park: The Fractured But Whole — второстепенные персонажи
- 2018 — Where the Water Tastes Like Wine[англ.] — Альтея
- 2019 — Travis Strikes Again: No More Heroes — Синобу Джейкобс / специалистка
- 2019 — Subnautica: Below Zero — Робин Айю
- 2020 — Legends of Runeterra — Сенна
- 2020 — Ninjala[англ.] — Эмма
- 2020 — Rocket Arena — Мистин
- 2020 — Spider-Man: Miles Morales — второстепенные персонажи
- 2020 — World of Warcraft: Shadowlands — второстепенные персонажи
- 2021 — Mass Effect: Legendary Edition — Эшли Уильямс / доктор Асари / беженка
- 2021 — Ratchet & Clank: Rift Apart — разные роли
- 2021 — Psychonauts 2 — разные роли
- 2021 — Marvel Future Revolution[англ.] — Ороро Мунро / Шторм
- 2021 — No More Heroes III[англ.] — Синобу Джейкобс
- 2022 — Evil Dead — Аманда Фишер

### Дубляж
Мультфильмы, мультсериалы и игры
- 1998 — Burning Rangers ( Япония) — жертвы[5]
- 2001 — Maximo ( Япония) — разные роли
- 2005 — Project Zero 3: The Tormented ( Япония) — разные роли
- 2006—2007 — Школа Сюрикен / Shuriken School ( Испания— Франция) — Джимми Би (в 26 эпизодах)
- 2007 — Trauma Center: New Blood[англ.] ( Япония) — Валери Блейлок
- 2008 — Metal Gear Solid 4: Guns of the Patriots ( Япония) — солдаты
- 2008 — Cross Edge[англ.] ( Япония) — Анеша[5]
- 2010 — Lost Planet 2 ( Япония) — компьютер
- 2010 — Клуб Винкс: Волшебное приключение / Winx Club 3D - Magica avventura ( Италия) — ведьма Сторми
- 2011—2015 — Клуб Винкс / Winx Club ( Италия) — ведьма Сторми (в 109 эпизодах)
- 2011 — Shin Megami Tensei: Devil Survivor[англ.] ( Япония) — Мари Мочизуки / Кресник[5]
- 2012 — Mugen Souls[англ.] ( Япония) — Дис Вангард[5]
- 2013 — The Legend of Heroes: Trails of Cold Steel[англ.] ( Япония) — Анжелика Рогнер
- 2013 — Lightning Returns: Final Fantasy XIII ( Япония) — влюблённая женщина
- 2014 — The Legend of Heroes: Trails of Cold Steel II[англ.] ( Япония) — Анжелика Рогнер
- 2015 — Code Name: S.T.E.A.M.[англ.] ( Япония) — Калифия
- 2017 — The Legend of Heroes: Trails of Cold Steel III[англ.] ( Япония) — Анжелика Рогнер
- 2018 — The Legend of Heroes: Trails of Cold Steel IV[англ.] ( Япония) — Анжелика Рогнер
- 2019 — Дитя погоды / 天気の子 ( Япония) — второстепенные персонажи
- 2019 — Final Fantasy XV: Episode Ardyn ( Япония) — второстепенные персонажи
- 2021 — Cookie Run: Kingdom[англ.] ( Республика Корея) — Печенье с перцем чили

### Озвучивание не-анимации
- 2007, 2016—2017 — Теория Большого взрыва / The Big Bang Theory — компьютер / автоответчик (в 3 эпизодах)
- 2014 — Два с половиной человека / Two and a Half Men — компьютер (в эпизоде How to Get Rid of Alan Harper)
- 2015 — Тяжёлый случай[англ.] / I Didn't Do It — GPS (в эпизоде Stevie Likes Lindy[англ.])
- 2016 — Всё схвачено / Man with a Plan — навигационная система (в эпизоде Adam Steps Up[англ.])
- 2017, 2019 — Адам портит всё / Adam Ruins Everything — разные роли (в 2 эпизодах[англ.])

### Роли «вживую»
- 2016 — Настоящий гений / Pure Genius — Шейла Эванс (в эпизоде Pilot)